# HV DES '72
DES'72 is een Nederlandse handbalclub uit Papendrecht (onder de rook van Rotterdam). De club is in 1972 voortgekomen uit Spoha, de handbaltak van de Papendrechtse Sportbond. In het seizoen 2019/2020 ging de herenkant van DES '72 samenwerken met de handbalverenigingen Conventus uit Zwijndrecht en Saturnus’72 uit Ridderkerk onder de naam Handbal Drechtsteden.

## Geschiedenis
Handbalvereniging DES ’72 is in 1972 voortgekomen uit Spoha, de handbaltak van de Papendrechtse Sportbond. Kort nadat DES door interne problemen had besloten zelfstandig te worden, staakte de Sportbond hun handbalactiviteiten. Bij de afscheiding had DES’72 enkel één heren- en één damesteam. Al voor het begin van de nieuwe competitie waren dit er in totaal zes. Mede doordat Papendrecht een groeigemeente was, kwam ook de jeugdafdeling snel van de grond.
De trainingen werden aanvankelijk gehouden op het terrein van de ijsclub, de wedstrijden in de in 1969 gebouwde sporthal De Donck. Al snel verscheen de behoefte aan een eigen veld. Op verzoek werd het ‘Zwarte Veldje’ toegewezen, naast de voormalige Comeniusschool. Ondanks de slechte kwaliteit van dit veld en het gebrek aan een eigen kantine was dit een unieke situatie. DES was in de regio Rotterdam de eerste vereniging met een zevenhandbalveld. Bijna alle andere verenigingen speelden nog elfhandbal op voetbalvelden.
De heren- en damesteams van DES begonnen in de alleronderste divisie en werden jaren achter elkaar kampioen. De gemeente Papendrecht opperde een nieuw veld aan te leggen op Sportpark Oostpolder, maar koos in overleg met DES voor een locatie achter de Peltserflat.
Al die tijd had DES geen eigen kantine en moest voor omkleden, consumpties en bijeenkomsten uitwijken naar andere gebouwen. In het begin van de jaren ’80 kwam hier verandering in. Samen bouwden de leden van DES hun eigen kantine en werden er twee velden aangelegd. Eén ervan is, tot grote spijt achteraf, gegeven aan de gezamenlijke rolschaatsverenigingen.
Het eerste herenteam wist in het seizoen 2000-2001 te promoveren uit de eerste divisie naar de hoogste handbalcompetitie van Nederland. Meteen naar één seizoen degradeerde het team weer uit de eredivisie. Sindsdien is het team niet meer gelukt om dit niveau weer te halen.
In het seizoen 2005/2006 ging DES '72 met zeven andere handbalverenigingen (ASC '95, ETC, HVOS, De Meeuwen, Roda '71, Savosa en Snelwiek) een samenwerking aan onder de naam HA R&O. Bij de intrede van het herenteam in de nationale competitie ging het eerste divisie uitkomende herenteam van DES '72 onder de naam DES '72/HA R&O 1 aan de competitie deelnemen. De speelplaats voor het herenteam werd sporthal De Donck te Papendrecht.
In 2012 bestond DES '72 40 jaar en dit jubileum werd in 2012 ook uitgebreid gevierd.
In het seizoen 2019/2020 ging DES '72 samenwerken met de handbalverenigingen Conventus uit Zwijndrecht en Saturnus’72 uit Ridderkerk. Voor de heren-seniorenteams, heren junioren A, B en C kwam er een vergaande samenwerking, waardoor spelers meer mogelijkheden kregen om door te groeien of een stapje terug te doen. De ploegen gingen spelen onder de naam Handbal Drechtsteden.

## Resultaten
Heren (1995 - 2006)
- 1995 7e
Eerste divisie B
- 1996 6e
Eerste divisie B
- 1997 7e
Eerste divisie B
- 1998 10e
Eerste divisie B
- 1999 6e
Eerste divisie B
- 2000 2e
Eerste divisie B
- 2001 1e
Eerste divisie B
- 2002 11e
Eredivisie
- 2003 9e
Eerste divisie
- 2004 3e
Eerste divisie
- 2005 8e
Eerste divisie
- 2006 5e
Eerste divisie

- Eredivisie
- Eerste divisie